# Hell (cràter)
|  | No s'ha de confondre amb Hill (cràter) o Hull (cràter). |

Hell és un cràter d'impacte situat en el sud de la cara visible de la Lluna, dins de la meitat occidental de l'enorme plana emmurallada del cràter Deslandres. Al sud-est, també dins de Deslandres, es troba el cràter més gran Lexell, i prop de 9° al sud apareix el prominent cràter Tycho.
|  |

Hell és bastant circular, però presenta una protuberància cap a fora al llarg de la vora occidental. El pis interior és laminat i desigual, amb diversos pujols i un pic central d'aproximadament 1 km d'altura.

La vora afilada no és erosionada significativament, i té una paret interna estreta; És 2-3 vegades més alt en el nord-oest que en l'est on puja prop de 820 metres.

El cràter principal va rebre el seu nom en 1935, en memòria de l'astrònom i sacerdot jesuïta hongarès Maximilian Hell. (1720-1792). El nom va ser utilitzat per primera vegada per Johann Hieronymus Schröter per a tota la plana, que actualment es coneix com a Deslandres, però Mädler el va reasignar al cràter. Va ser reconegut oficialment en 1935 per Mary Adela Blagg i Karl Müller en la primera versió oficial de la Nomenclatura Oficial de la UAI dels elements lunars.

## Cràters satèl·lit
Hell posseeix 19 cràters satèl·lit, amb diàmetres compresos entre 3 i 22 km. Gairebé tots són relativament plans i poc profunds, amb una vora afilada i ben definida, i amb una relació diàmetre/profunditat típica al voltant de 10/1.
|      | \| Hell \| Coordenades \| Diàmetre \| \| ---- \| ------------------------------------ \| -------- \| \| A \| 33° 55′ S, 8° 31′ O / 33.91°S,8.51°O \| 20.3 km \| \| B \| 30° 02′ S, 5° 52′ O / 30.04°S,5.87°O \| 21.55 km \| \| C \| 34° 07′ S, 6° 35′ O / 34.11°S,6.59°O \| 13.96 km \| \| E \| 34° 38′ S, 6° 35′ O / 34.64°S,6.59°O \| 9.32 km \| \| H \| 31° 45′ S, 3° 54′ O / 31.75°S,3.9°O \| 4.87 km \| \| J \| 29° 42′ S, 6° 58′ O / 29.7°S,6.96°O \| 5.19 km \| \| K \| 34° 07′ S, 5° 24′ O / 34.11°S,5.4°O \| 4.82 km \| \| L \| 30° 41′ S, 4° 47′ O / 30.68°S,4.79°O \| 5.33 km \| \| M \| 30° 22′ S, 4° 49′ O / 30.36°S,4.82°O \| 8.15 km \| \| N \| 30° 04′ S, 5° 04′ O / 30.07°S,5.07°O \| 3.45 km \| \| P \| 32° 34′ S, 5° 51′ O / 32.56°S,5.85°O \| 3.42 km \| \| Q \| 33° 00′ S, 4° 33′ O / 33.0°S,4.55°O \| 3.75 km \| \| R \| 32° 44′ S, 6° 40′ O / 32.73°S,6.66°O \| 3.02 km \| \| S \| 33° 32′ S, 6° 22′ O / 33.54°S,6.36°O \| 3.73 km \| \| T \| 33° 43′ S, 7° 08′ O / 33.71°S,7.13°O \| 5.12 km \| \| O \| 33° 25′ S, 9° 17′ O / 33.42°S,9.28°O \| 4.21 km \| \| V \| 32° 49′ S, 8° 53′ O / 32.82°S,8.88°O \| 7.16 km \| \| W \| 32° 32′ S, 8° 44′ O / 32.54°S,8.73°O \| 7.87 km \| \| X \| 31° 59′ S, 9° 16′ O / 31.98°S,9.27°O \| 4.23 km \| |          |
| Hell | Coordenades | Diàmetre |
| A    | 33° 55′ S, 8° 31′ O / 33.91°S,8.51°O | 20.3 km  |
| B    | 30° 02′ S, 5° 52′ O / 30.04°S,5.87°O | 21.55 km |
| C    | 34° 07′ S, 6° 35′ O / 34.11°S,6.59°O | 13.96 km |
| E    | 34° 38′ S, 6° 35′ O / 34.64°S,6.59°O | 9.32 km  |
| H    | 31° 45′ S, 3° 54′ O / 31.75°S,3.9°O | 4.87 km  |
| J    | 29° 42′ S, 6° 58′ O / 29.7°S,6.96°O | 5.19 km  |
| K    | 34° 07′ S, 5° 24′ O / 34.11°S,5.4°O | 4.82 km  |
| L    | 30° 41′ S, 4° 47′ O / 30.68°S,4.79°O | 5.33 km  |
| M    | 30° 22′ S, 4° 49′ O / 30.36°S,4.82°O | 8.15 km  |
| N    | 30° 04′ S, 5° 04′ O / 30.07°S,5.07°O | 3.45 km  |
| P    | 32° 34′ S, 5° 51′ O / 32.56°S,5.85°O | 3.42 km  |
| Q    | 33° 00′ S, 4° 33′ O / 33.0°S,4.55°O | 3.75 km  |
| R    | 32° 44′ S, 6° 40′ O / 32.73°S,6.66°O | 3.02 km  |
| S    | 33° 32′ S, 6° 22′ O / 33.54°S,6.36°O | 3.73 km  |
| T    | 33° 43′ S, 7° 08′ O / 33.71°S,7.13°O | 5.12 km  |
| O    | 33° 25′ S, 9° 17′ O / 33.42°S,9.28°O | 4.21 km  |
| V    | 32° 49′ S, 8° 53′ O / 32.82°S,8.88°O | 7.16 km  |
| W    | 32° 32′ S, 8° 44′ O / 32.54°S,8.73°O | 7.87 km  |
| X    | 31° 59′ S, 9° 16′ O / 31.98°S,9.27°O | 4.23 km  |

Mentre que molts d'ells es van descriure al segle xix, el seu anomenament va ser reconegut oficialment per la UAI només en 2006. Són etiquetats amb lletres llatines majúscules, d'acord amb el criteri usual establert en els anys 1820 pel selenògraf Johann Heinrich von Mädler. No obstant això, el seu ordre no és sistemàtic, ja sigui en funció del diàmetre, de la distància al cràter central o de l'angle azimutal, com es va acordar per a alguns altres cràters lunars. La seva forma és similar a la del cràter principal, amb el fons gairebé pla, forma pràcticament rodona i una vora afilada. Els cràters satèl·lit Hell A, B i C -els més grans- presenten alguna irregularitat en la vora de cada cràter, orientades cap al sud-oest, el nord-oest i el sud respectivament.
Mentre que la majoria dels cràters satèl·lit de Hell estan separats uns d'uns altres, Hell L i M es fusionen en una forma allargada. La vora és més aviat difusa en Hell T, V i W, i podria haver estat suavitzada per les ejeccions del cràter principal. Les lletres I i O s'han omès en la nomenclatura moderna per mantenir el nombre de símbols disponibles en 24, que és igual al nombre de sectors azimutals (sistema de 24 hores del rellotge).
 No obstant això, la raó per mancar de Hell D, F, i G és incerta. Hell Q té dos sub-satèl·lits, numerats 7 i 8. Aquests tres cràters, tots de grandària similar, se citen de vegades com a Q, QA i QB, però només un va ser reconegut per la UAI en 2006, sent denominat Hell Q. És un cràter relativament recent amb una edat menor que la de Tycho, que se sap una mica més recent que els 108 milions d'anys d'antiguitat.
Hell B va ser conegut prèviament com a Schupmann i Hell Q com el Punt brillant de Cassini.

## Altres referències
- (WGPSN), IAU Working Group for Planetary System Nomenclature. «Gazetteer of Planetary Nomenclature. 1:1 Million-Scale Maps of the Moon» (en anglès).  UAI / USGS, 13-02-2013. [Consulta: 6 abril 2016].
- Andersson, L. E.; Whitaker, E. A.,. NASA Catalogue of Lunar Nomenclature (en anglès).  NASA RP-1097, 1982.
- Blue, Jennifer. «Gazetteer of Planetary Nomenclature» (en anglès).  USGS, 25-07-2007. [Consulta: 2 gener 2012].
- Bussey, B.; Spudis, P.. The Clementine Atlas of the Moon (en anglès).  Nueva York: Cambridge University Press, 2004. ISBN 0-521-81528-2.
- Cocks, Elijah E.; Cocks, Josiah C.. Who's Who on the Moon: A Biographical Dictionary of Lunar Nomenclature (en anglès).  Tudor Publishers, 1995. ISBN 0-936389-27-3.
- McDowell, Jonathan. «Lunar Nomenclature» (en anglès).   Jonathan's Space Report, 15-07-2007. [Consulta: 2 gener 2012].
- Menzel, D. H.; Minnaert, M.; Levin, B.; Dollfus, A.; Bell, B. «Report on Lunar Nomenclature by The Working Group of Commission 17 of the IAU» (en anglès). Space Science Reviews, 12, 1971, pàg. 136.
- Moore, Patrick. On the Moon (en anglès).  Sterling Publishing Co, 2001. ISBN 0-304-35469-4.
- Price, Fred W. The Moon Observer's Handbook (en anglès).  Cambridge University Press, 1988. ISBN 0521335000.
- Rükl, Antonín. Atlas of the Moon (en anglès).  Kalmbach Books, 1990. ISBN 0-913135-17-8.
- Webb, Rev. T. W.. Celestial Objects for Common Telescopes, 6ª edición revisada (en anglès).  Dover, 1962. ISBN 0-486-20917-2.
- Whitaker, Ewen A. Mapping and Naming the Moon (en anglès).  Cambridge University Press, 2003. 978-0-521-54414-6.
- Wlasuk, Peter T. Observing the Moon (en anglès).  Springer, 2000. ISBN 1-85233-193-3.